# 木津呂
木津呂（きづろ）は、三重県熊野市紀和町にある、北山川に周囲の大部分を楕円状に囲まれた島状の地区の集落の地名である。

## 概要
観る方向により、丸い地形に見える。対岸の和歌山県新宮市熊野川町嶋津の山から見ると良い。三重県熊野市の木津呂集落に暮らすのは、お年寄りら11人（2015年現在）。
集落を囲む北山川の河口付近は、熊野古道の一部として世界遺産になっている。木津呂は北山川が屈曲してできた中ほどにあり、 突き出した半島のような形をしている。風水ではこのような地形を龍穴と呼び、パワースポットとして扱う。テレビ朝日で放送されている番組「ナニコレ珍百景」でも紹介されたという珍しい地形で、「北山川の蛇行がつくった眺望」として注目を集めている。
この地形は約1500年前の火山噴火などによって沈降した土地が、北山川の侵食作用を受けて形成されたと考えられている。侵食は現代に至るまで継続しており、このまま侵食が進めば、いずれはV字型になると推定されている。

## 所在地
三重県熊野市紀和町（きわちょう）木津呂99

## アクセス
- 熊野市中心部より車で約60分